# NGC 6476
NGC 6476 is een niet-bestaand object in het sterrenbeeld Boogschutter. Het hemelobject werd op 15 juli 1836 ontdekt door de Britse astronoom John Herschel.